# 氧气瓶
氧气瓶（英語：oxygen tank）是储存和运输氧气用的高压容器，一般用合金结构钢热冲、压制而成，圆柱形。应用于医院、急救站、疗养院。
气瓶肩部标有工作压力、试验压力、容积、重量、等信息的钢印，表面漆成天蓝色，用黑色写明“氧气”字样。

## 用途
氧氣瓶多用於以下用途：
- 在家中或醫院中的醫療呼吸機
- 為飛行時為失壓的飛機提供緊急或長期的氧氣供給
- 氧氣急救箱
- 氧療
- 高海拔的攀山氧氣瓶
- 用作火箭發動機的液體火箭推進劑、
- 運動員的復康運動

## 氧气瓶基本参数
- 氧气瓶的储气能力的标准是耐压能力。
- 常规氧气瓶的压力上限为15Mp（兆帕）换算为大气压就是147个大气压。

- 耐压能力检测值为22.5Mp。
- 常规充装的钢瓶内压力应在12~15Mp左右。
- 瓶内气体不能全部用尽，应保留不少于0.1-0.2MP的剩余压力。

## 使用注意事项
- 氧气瓶与明火距离应该不小于10米、不得靠近热源、不得受日光暴晒。
- 宜存放在干燥阴凉处,气瓶不得撞击。 氧气瓶嘴、吸入器、压力表、及接口螺纹严禁沾有(染)油脂。
- 氧气瓶在运输和装卸时，要关紧瓶阀，拧紧帽盖，轻移轻放，不得碰撞滑滚，抛甩坠落。
- 供氧器在移动、停放、使用过程中，请注意瓶体和阀门的保护，防止气瓶倾倒，以免造成附件的损坏。
- 使用中如发现漏气，请立即关闭气瓶阀门。
- 请不要自行修理。
- 严禁私自拆卸氧气瓶阀、阀门开关、压力表等阀上的零部件。
- 用户严禁私自充装氧气。
- 氧气瓶充气压力不得超过规定压力，严禁超装；气瓶每3年检验一次，合格后方可继续使用，检验在充气单位进行。
- 氧在液态和固态时是蓝色，故氧气瓶身涂蓝色漆，但是氧气瓶内的氧气是以高压气体的形式存在而并非液氧

## 医用氧气瓶
- 医用氧气钢瓶大小的计量单位是容积单位：升
- 医用氧气瓶的大小是以升来计算的，10升钢瓶说明大约能容纳10升的水，而40升钢瓶则可以容纳40升的水。
- 装满的钢瓶内大约有135~150个大气压。
- 容积越大装的氧气越多。
- 充满的钢瓶中压力是一样的，与钢瓶的容积无关。
- 也就是说无论4升的10升的还是40升的瓶中，在满瓶状况下压力是一样的，如果压力一样的话容积大小就决定了瓶能装多少氧气。

## 管制
在某些國家/地區，對純氧的使用，儲存和運輸有法律和保險要求以及限制。氧氣罐通常存放在通風良好的地方，遠離潛在的火源和人群。